# Josie Bissett
Josie Bissett, de son vrai nom Jolyn Christine Heutmaker, est une actrice américaine, née le 5 octobre 1970 à Seattle à Washington.
Elle est surtout connue sous le rôle de Jane Andrews Mancini de la série Melrose Place et de Kathleen Bowman dans La Vie secrète d'une ado ordinaire.

## Biographie
Josie Bissett est originaire de Seattle, dans l’État de Washington. Elle a commencé sa carrière devant les caméras à l'âge de douze ans, comme modèle dans les publicités[réf. nécessaire]. À l’âge de seize ans, elle quitte son foyer pour le Japon afin de poursuivre sa carrière de mannequin et, à l’âge de dix-sept ans, s’installe à Hollywood[réf. nécessaire].
En 1990, elle décroche un rôle récurrent dans la série The Hogan Family, elle y joue durant deux saisons. Deux ans plus tard, elle débute dans la série Melrose Place où elle joue durant quatre saisons et demie, jusqu'à la moitié de la saison 1996-97. Elle quitte la série pour des raisons de santé, elle a subi une fausse-couche. Elle a ensuite pris un certain temps hors de la série, mais elle revient dans la série Melrose Place en 1998 pour sa dernière saison[réf. nécessaire].

### Vie privée
Josie Bissett et Rob Estes se sont mariés en 1992 et ont divorcé en 2006 après treize années de mariage. Ils ont eu ensemble deux enfants, un garçon Mason True Estes, né le 21 juillet 1999, et une fille Maya Rose Estes, née le 14 avril 2002 à Los Angeles[réf. nécessaire].

## Filmographie

### Cinéma
- 1989 : Le Voyageur de la peur (Paura nel buio) d'Umberto Lenzi : Daniela Foster
- 1990 : Elles craquent toutes sauf une (Book of Love) : Lily
- 1991 : The Doors : la petite amie de Robby Krieger
- 1992 : Présumé coupable (All American Murder) : Tally Fuller
- 1992 : Mikey : Jessie Owens
- 2016 : Memories of War (Operation Chromite) : Jean MacArthur

### Télévision

#### Séries télévisées
- 1990 : Docteur Doogie (Doogie Howser, M.D.) : Chris Benson (Saison 1, épisode 15)
- 1990 : Parker Lewis ne perd jamais (Teens from a Mall) : Sarah (Saison 1, épisode 24)
- 1990 : Code Quantum : Becky (Saison 3, épisode 9)
- 1990-1991 : The Hogan Family : Cara Eisenberg (16 épisodes)
- 1992 : Enquêtes à Palm Springs (P.S. I Luv U) : Diane Peters / Lisa (saison 1, épisode 13)
- 1992 - 1999 : Melrose Place : Jane Andrews Mancini (saisons 1 à 5 et 7)
- 1994 : L'Homme à la Rolls (Burke's Law) : Conner O'Neil (saison 1, épisode 2)
- 2003 : New York, unité spéciale (Law & Order: Special Victim Unit) : Jennifer Fulton (saison 5, épisode 7)
- 2008 - 2013 : La Vie secrète d'une ado ordinaire (The Secret Life of the American Teenager) : Kathleen Smith Bowman
- 2009 - 2010 : Melrose Place : Nouvelle Génération (Melrose Place) : Jane Andrews (saison 1, épisodes 4 et 16)
- 2017 - 2018 : Le cœur a ses raisons (When Calls the Heart) : Adelaide Josephine « A.J. » Foster (saison 4, épisodes 8 et 9 - saison 5, épisodes 7 et 8)
- 2021 : Fantasy Island : Camille « Cam » (saison 1, épisode 6)

#### Téléfilms
- 1994 : Deadly Vows : Bobbi Gilbert Weston
- 1995 : Jessica, le combat pour l'amour (Dare to Love) : Jessica Wells
- 1998 : L'Écho de la peur (Baby Monitor: Sound of Fear) : Ann Lenz
- 1999 : Le ciel est en feu (The Sky's On Fire) : Jennifer Thorne
- 2005 : Mariés, huit enfants (I Do, They Don't) : Carrie Lewellyn
- 2006 : Tragique Obsession (Obituary) : Denise Wilcox
- 2008 : Je veux votre mari ! (The Other Woman) : Jill Plumley
- 2013 : Un chien pour Noël (Christmas with Tucker) : Jill McCray
- 2014 : L'Arbre des Anges (Paper Angels) : Lynn Brandt
- 2015 : L'envie d'être mère (Pregnant at 17) : Sonia Clifton
- 2015 : L'intuition d'une mère (A Mother's Instinct) : Nora Betnner
- 2016 : En route vers le mariage (The Wedding March) : Olivia Pershing
- 2017 : En route vers le mariage: rendez-vous avec l'amour (The Wedding March 2 : Resorting to Love) : Olivia Pershing
- 2018 : En route vers le mariage: un amour de Saint-Valentin (The Wedding March 3 : Here Comes the Bride) : Olivia Pershing
- 2018 : En route vers le mariage: Faits l'un pour l'autre (The Wedding March 4 : Something Old, Something New) : Olivia Pershing
- 2019 : En route vers le mariage: Le retour de mon ex (The Wedding March 5: My Boyfriend's Back) : Olivia Pershing

## Voix françaises
En France, Isabelle Maudet est la voix française régulière de Josie Bissett depuis la série Melrose Place en 1992.